# خرابه‌های آسوکا کیو

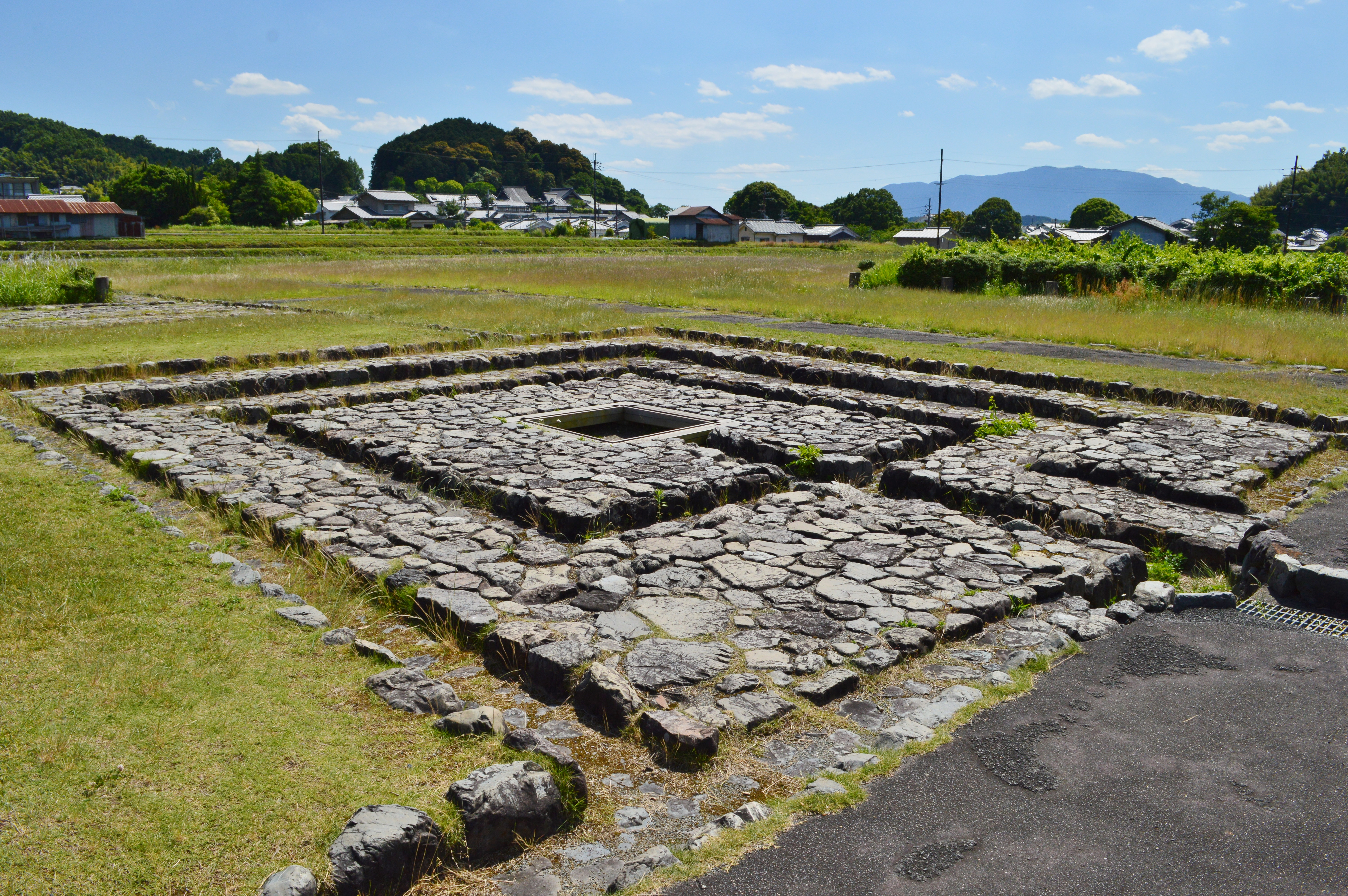
خرابه‌های قصر آسوکا

خرابه‌های آسوکا کیو (به ژاپنی: 飛鳥京跡 あすかきょうあと)، یک محوطه باستانی مربوط به دوره آسوکا است که در آسوکا، نارا، منطقه تاکاایچی، نارا، استان نارا کنونی در ژاپن واقع شده است.
آسوکا کیو یک اصطلاح عمومی برای گروهی از ویرانه‌های شهر آسوکا است و شامل ساختمان‌هایی است که به عنوان پایگاه کنترل دربار پادشاهی یاماتو عمل می‌کردند، مانند کاخ‌ها و دفاتر دولتی پادشاهان و امپراتوران متوالی، عمارت‌ها و معابد قدرتمندان. خانواده‌ها و خرابه‌های مربوط به شهر مانند میدان‌ها و جاده‌ها.